# Nelson Mandela 70th Birthday Tribute Concert
Das Nelson Mandela 70th Birthday Tribute Concert war ein Solidaritätskonzert für den inhaftierten südafrikanischen Politiker Nelson Mandela (1918–2013). Es fand anlässlich Mandelas 70. Geburtstag am 11. Juni 1988 im Wembley-Stadion in London statt.
Der Initiator des Konzertes war The-Specials-Bandleader Jerry Dammers, der immer wieder die Freilassung Mandelas gefordert hatte und zwei Jahre zuvor auch das Festival Freedom Beat organisiert hatte. Aus organisatorischen Gründen wurde das Konzert etwa fünf Wochen vor dem Geburtstag Mandelas gegeben, der am 18. Juli 1988 70 Jahre alt wurde. Organisiert wurde das Ereignis von Tony Hollingsworth. Dessen Beitrag würdigte der anglikanische Erzbischof und Anti-Apartheid-Kämpfer Trevor Huddleston später: Das Ergebnis seiner Bemühungen habe geholfen, den Druck zu erhöhen, der zu Mandelas Freilassung führte.
An dem Konzert nahmen 72.000 Besucher teil. Es wurde in 60 Ländern ausgestrahlt, nicht jedoch in Südafrika. Dennoch erfuhr Nelson Mandela von dem Konzert.
Einige Interpreten wie Tracy Chapman konnten sich erstmals einem großen Publikum vorstellen. Der Auftritt bedeutete für sie den großen Durchbruch in ihrer Karriere, nachdem sie erst im April 1988 ihr Debütalbum veröffentlicht hatte.
Zu den Mitwirkenden gehörten neben bekannten Musikern aus dem Vereinigten Königreich und den USA Interpreten aus Südafrika und anderen Teilen Afrikas.
Von dem Konzert wurde nur eine qualitativ ungenügende Videokassette veröffentlicht, eine CD erschien nicht.

## Hintergrund
Nelson Mandela war wegen seines Widerstandes gegen die Apartheid in Südafrika seit Juni 1964 inhaftiert. Das Konzert war Teil einer weltweiten Solidaritätskampagne für Mandela. Am 11. Februar 1990, also 20 Monate später, wurde Mandela aus dem Gefängnis entlassen. 1994 wurde er zum Präsidenten Südafrikas gewählt. 2008 nahm Mandela am 90th Birthday Tribute Concert im Londoner Hyde Park teil.

## Mitwirkende
| - Daddy Freddy - Simple Minds - Meat Loaf - Little Steven - Bee Gees - Salt’N’Pepa - Mahlathini and The Mahotella Queens - Eurythmics - Farafina - Grupo Experimental de Dansa - Fry & Laurie - Aswad - Dire Straits featuring Eric Clapton - Wet Wet Wet - Sly & Robbie - Ashford and Simpson - Arnhem Land Dance Troupe - Fish - Amampondo - Amabutho - Fat Boys - IDJ Dancers - UB40 - Bryan Adams - Joan Armatrading - Richard Attenborough | - Derek B - H. B. Barnum - Jennifer Beals - Harry Belafonte - Corbin Bernsen - Jackson Browne - Jonathan Butler - Paul Carrack - Tracy Chapman - Graham Chapman - Chubby Checker - Joe Cocker - Natalie Cole - Phil Collins - Billy Connolly - Jerry Dammers - Harry Enfield - Peter Gabriel - Richard Gere - Whoopi Goldberg - Al Green - Jonas Gwangwa - Tony Hadley - Daryl Hannah - Lenny Henry - Gregory Hines | - Whitney Houston - Chrissie Hynde - Freddie Jackson - Mick Karn - Salif Keïta - Mark Colbert Kelly - Ray Lema - Emily Lloyd - Miriam Makeba - Johnny Marr - Hugh Masekela - Ali MacGraw - George Michael - Philip Michael Thomas - Youssou N’Dour - Jessye Norman - Steve Norman - Michael Palin - Courtney Pine - David Sanborn - Curt Smith - Sting - Midge Ure - Denzel Washington - Stevie Wonder - Paul Young |  |